# يقظة

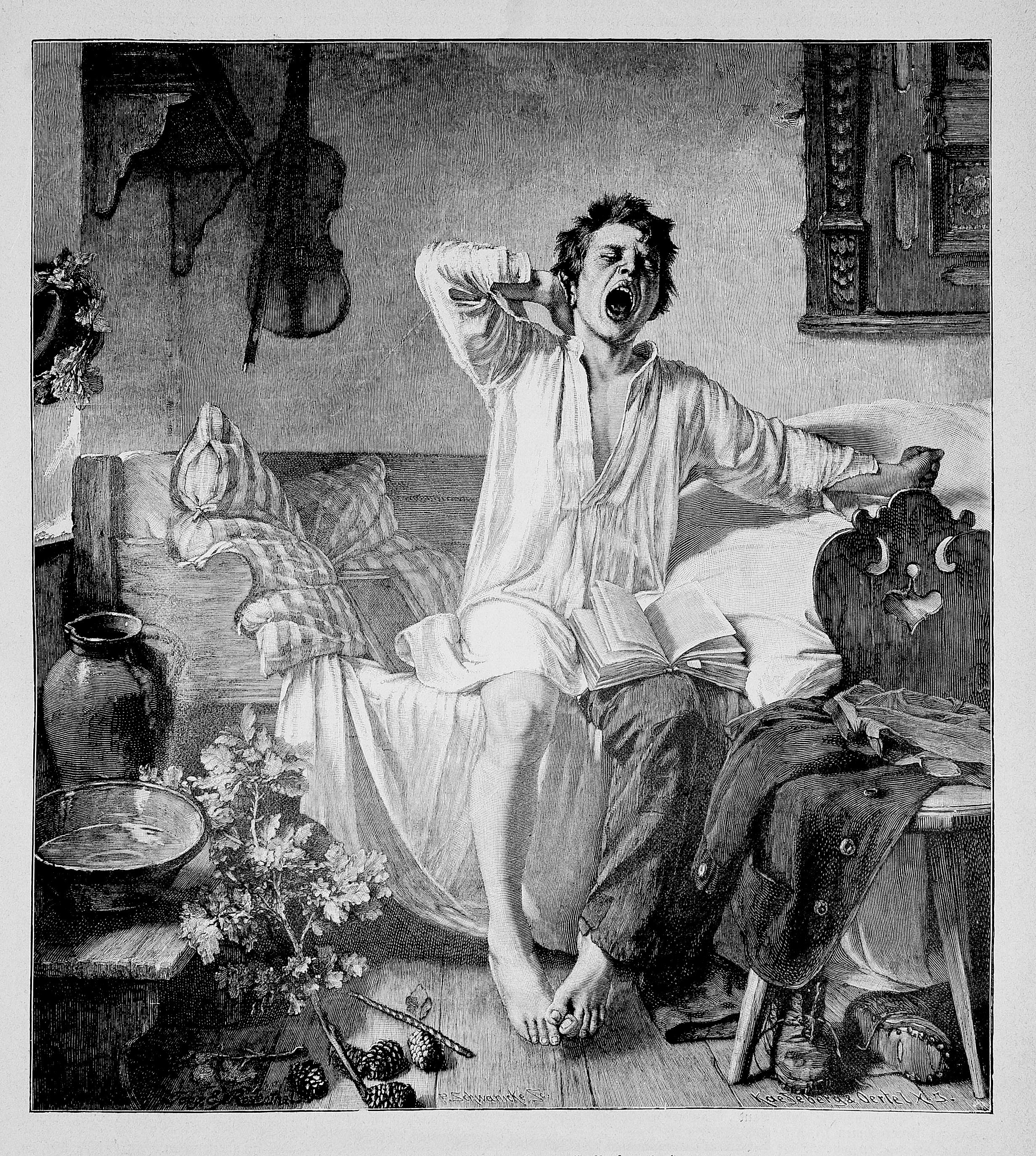

اليَقَظَة (بالإنجليزية: Wakefulness)‏ هي حالة دماغية متكررة يوميا، يكون فيها الفرد واعيًا ومشاركا في الاستجابات المعرفية والسلوكية تجاه العالم الخارجي مثل الاتصال والتأمل والأكل وغيرها. واليَقَظَة هو عكس حالة النوم، والتي تُسْتَبْعَد فيها معظم المدخلات الحسية من المعالجة العصبية.

## الآثار على الدماغ
كلما زادت فترة يَقَظَة المخ، كلما زادت معدلات الإطلاق المتزامنة للخلايا العصبية في القشرة المخية. وبعد فترات متواصلة من النوم، يظهر أن كلا من سرعة وتزامن إطلاق الخلايا العصبية ينخفضان.
هناك تأثير آخر لليقظة وهو الحد من الجليكوجين المحتجز في الخلايا النجمية، والذي يُزَوِّد الخلايا العصبية بالطاقة. وقد أظهرت الدراسات أن أحد الوظائف الأساسية للنوم هو تجديد هذا المصدر من الطاقة (الجلايكوجين).

## الاحتفاظ عبر الدماغ
تحدث اليَقَظَة من خلال تفاعل معقد بين أنظمة متعددة من الناقلات العصبية تنشأ في جذع الدماغ، وتصعد من خلال الدماغ المتوسط لتحت المهاد، فالمهاد، ثم إلى الدماغ الأمامي القاعدي. يلعب تحت المهاد الخلفي دورًا رئيسيًا في الحفاظ على تنشيط القشرة المخية، الذي ينتج عنه حالة اليقظة. تتحكم العديد من الأنظمة التي تنشأ من هذا الجزء من الدماغ في التحول من اليَقَظَة إلى النوم، ومن النوم إلى اليَقَظَة. وتسقط عصبونات الهستامين، الموجودة في نواة الدرنة الحلمية (tuberomammillary nucleus) والجزء الخلفي من تحت المهاد المجاور لها، علي القشرة المخية كلها. وتُعتبر هذه الخلايا هي أكثر نظام انتقائي لليقظة حُدِّد في الدماغ حتى الآن. وهناك نظام رئيسي آخر هو النظام الذي تقدمه عصبونات الأوركسين الإسقاطية. وتوجد في المناطق المجاورة لعصبونات الهيستامين، وتسقط كذلك على نطاق واسع في معظم مناطق القشرة المخية وترتبط بالتيقظ. وحُدِّد نقص أوريكسين باعتباره المسؤول عن النوم القهري.
تشير الأبحاث إلى أن عصبونات الهستامين والأوركسين تلعب أدوارًا متميزة، ولكنها مكملة لبعضها، في التحكم في اليَقَظَة مع كون الأوركسين أكثر انخراطًا في سلوك اليقظة، والهيستامين أكثر انخراطا في عملية الإدراك وتفعيل النشاط الكهربي للقشرة المخية.
وقد اقترح أن الجنين ليس يَقِظًا، وأن اليَقَظَة يحدث في حديثي الولادة بسبب الإجهاد الناجم عن ولادته، وتفعيل الموضع الأزرق المصاحب لذلك.